# Provincia de Govisümber
La aymag de Govĭsümber (en mongol: Говьсүмбэр аймаг) es una de las 21 aymags (provincias) de Mongolia. Está situada en el centro del país, del cual toma una extensión de 5.540 kilómetros cuadrados, para una población total de 12.230 habitantes (datos de 2000). Su capital es Choyr.